# The 5th Dimension

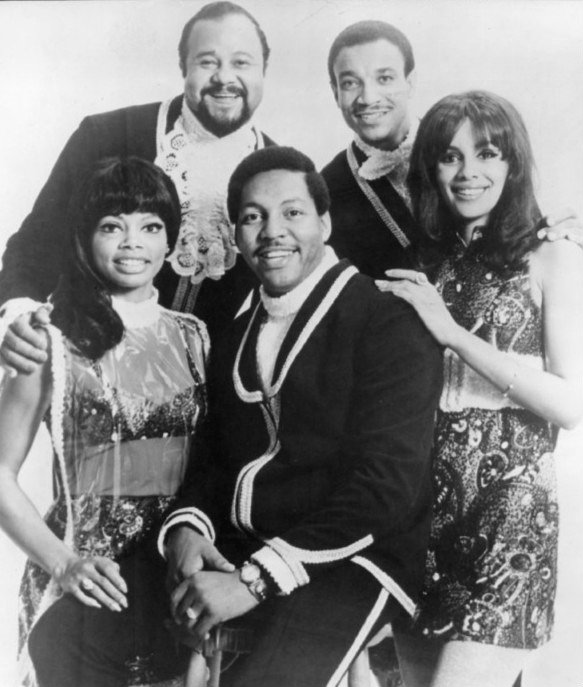
The 5th Dimension

The 5th Dimension is een Amerikaanse popgroep uit Los Angeles. De groep is vooral bekend van de hits Aquarius / Let the sunshine in en Wedding bell blues uit 1969.

## Biografie
The 5th Dimension is ontstaan uit het kwintet The Hi-Fis, dat begin jaren 60 werd opgericht door Marylin McCoo, Lamonte McLemore en drie andere zangers. In 1964 toerden ze samen met Ray Charles en namen ze het singletje Lonesome mood op, dat echter niet bij het grote publiek bekend werd. Harry Elston en Floyd Butler, die ook deel uitmaakten van de The Hi-Fis, stapten niet lang daarna uit de groep wegens onenigheden binnen de groep. Zij zouden later de groep The Friends of Distinction oprichten en in 1969 onder andere een Amerikaanse nummer 3-hit scoren met Grazing in the grass.
Na de toer met Ray Charles zochten McCoo en McLemore aanvankelijk weer een baantje, totdat McLemore werd gebeld door zijn neef Billy Davis jr., die eraan dacht om zanger te worden. Samen met McCoo en Ron Townson (voorheen bij het Wings Over Jordan Choir), een oude vriend van McLemore met een opera-achtergrond, vormden ze een nieuwe groep. Het vijfde lid werd Florence LaRue, die les gaf op een basisschool. McCoo en McLemore kenden haar al, omdat zij McCoo in 1963 was opgevolgd als Miss Bronze California, een schoonheidswedstrijd voor zwarte meisjes die McCoo het jaar daarvoor gewonnen had. McLemore, die van beroep fotograaf was, had bij dit evenement foto's genomen. Het vijftal noemde zich The Versatiles en deed in 1966 auditie voor Motown. Hoewel ze werden afgewezen, bracht de man die de auditie afnam de groep in contact met Johnny Rivers die net een zijn nieuwe platenlabel Soul City Records opgericht had. Rivers vond de naam The Versatiles te ouderwets klinken, dus gaf hij de groep de opdracht om met een nieuwe naam te komen. Townson en zijn vrouw bedachten de naam The 5th Dimension, waar de rest het direct mee eens was. De eerste single I'll be lovin' you forever flopte, maar de tweede single, de Mamas and the Papas-cover Go where you wanna go haalde in 1967 de Amerikaanse top 20. Na Another day, another heartache brak de groep echter pas echt door met de top 10-hit Up. up and away. Het nummer won het jaar erop vijf Grammy Awards, waaronder de belangrijke prijzen voor beste lied en beste opname. Daarnaast werd The 5th Dimension verkozen tot beste nieuwe artiest. Het debuutalbum Up, up and away verkocht goed en eind 1967 werd meteen de opvolger The magic garden uitgebracht, met daarop de singles Paper cup en Carpet men. Deze singles haalden respectievelijk de 34e en 29e plaats in de Billboard Hot 100 en het album haalde net de top 100 net niet.
Medio 1968 kwam de groep echter sterk terug met twee Laura Nyro-covers: Stoned soul picnic (#3) en Sweet blindness (#13). De derde single van het derde album Stoned soul picnic was het door Ashford & Simpson geschreven nummer California soul, dat ze in Nederland hun eerste bekendheid gaf, zij het bescheiden met een tipparadenotering. 2½ maand later scoorde The 5th Dimension echter zijn grootste hit. De leden waren afzonderlijk van elkaar gaan kijken naar de succesvolle musical Hair. Ze waren zo onder de indruk van het openingsnummer Aquarius, dat ze het zelf wilden opnemen. Hun producer vond echter dat het nummer niet af was en nadat hij zelf Hair had gezien, bedacht hij het nummer aan te vullen met de laatste maten van The flesh failures (Let the sun shine in). Er werd een korte overgang tussen de twee nummers gemaakt en daarmee werden de liedjes achter elkaar geplakt. Het resultaat duurde meer dan zeven minuten, dus werd een singleversie gemaakt die iets minder dan vijf minuten duurde. Daarnaast werd een versie voor de radio gemaakt die ongeveer drie minuten duurde. De single bereikte in april 1969 de eerste plaats van de Amerikaanse hitparade en bleef daar zes weken staan. Naast Hello Dolly van Louis Armstrong is het nog steeds de enige Amerikaanse nummer 1-hit uit een Broadwaymusical. In de Nederlandse Top 40 bereikte het nummer de twaalfde plaats, terwijl daar juist twee andere nummers uit Hair de eerste plaats haalden: Hair van Zen en Ain't Got No, I Got Life van Nina Simone. Aquarius/Let the Sunshine In leverde The 5th Dimension in 1970 twee Grammy's op: die voor best opname en beste hedendaagse vocale prestatie door een groep.
Na de single Workin' on a groovy thing volgde weer een Laura Nyro-cover met Wedding bell blues. Dit lied, waarin de hoofdpersoon afwacht om eindelijk door haar geliefde Bill ten huwelijk gevraagd te worden, werd in The 5th Dimension toepasselijk gesoleerd door Marylin McCoo, die op dat moment verloofd was met bandlid Billy Davis jr. en later dat jaar ook trouwden. Wedding bell blues zou later een begrip worden voor mensen die nog niet getrouwd zijn of het ongehuwd zijn in het algemeen. Een aantal boeken en afleveringen uit Amerikaanse series dragen dan ook de naam Wedding bell blues. Voor The 5th Dimension was het hun tweede en laatste nummer 1-hit, die net als de vorige twee singles afkomstig was van het succesvolle album The age of Aquarius.
Van 1970 tot en met 1973 volgde een periode waarin de groep nog achttien hits scoorde. Deze waren over het algemeen wat minder succesvol, op de nummer 2-hit One less bell to answer uit 1970 en de top 10-hits (Last night) I didn't get to sleep at all en If I could reach you uit 1972 na. In deze drie jaar werden ook negen albums uitgebracht, waaronder twee verzamelalbums en één livealbum. In 1974 stopte de lange reeks hitsingles en het jaar daarop verliet het echtpaar McCoo en Davis de groep om zich zowel op solo- als duoprojecten te richten. Hun gezamenlijk hoogtepunt was hun nummer 1-hit uit 1977: You don't have to be a star (to be in my show). McCoo en Davis werden in The 5th Dimension opgevolgd door een nieuwe zanger en zangeres, maar de meeste nieuwe bandleden hielden het maar een paar jaar of soms zelfs een paar maanden uit in de groep. Zo hebben McCoo en Davis door de jaren heen respectievelijk vijftien en zes vervangers gehad. Hierbij valt dan weer op dat McCoo-opvolgster Phyllis Battle en Davis-opvolger Greg Walker juist langer in The 5th Dimension hebben gezeten dan de originele leden.
In 1976 had de groep zijn laatste hit met Love hangover, een cover van Sylvester. Rond dezelfde tijd bracht Motown echter een cover van hetzelfde nummer door Diana Ross uit, die de versie van The 5th Dimension overschaduwde. Diana Ross haalde de eerste plaats met het nummer, terwijl de versie van The 5th Dimension op plaats 80 bleef steken. Opvallend genoeg kreeg de groep twee jaar later een contract bij Motown waar twee niet succesvolle albums werden opgenomen. Eind jaren 70 verliet ook Ron Townson de groep, maar hij keerde in 1980 weer terug als lid. In de jaren die volgden trad de groep veel op in het oldiescircuit en in 1995 werd nog een nieuw album opgenomen. Drie jaar later verliet Townson alsnog definitief de groep. Weer drie jaar daarna overleed hij in Las Vegas aan nierfalen. In 2002 werd de groep geëerd met een plaats in de Vocal group hall of fame, een lijst met beste zanggroepen van de wereld. In 2006 verliet Lamonte McLemore na 40 jaar de groep om weer als fotograaf te gaan werken, waardoor Florence LaRue het enige nog originele lid van de groep werd. Oud-leden Marylin McCoo en Billy Davis jr. zijn anno 2008 nog steeds met elkaar getrouwd en McCoo treedt nog steeds op.

## Bezetting

### Eerste bezetting
- Marilyn McCoo (1966-1975)
- Lamonte McLemore (1966-2006)
- Billy Davis jr. (1966-1975)
- Ron Townson (1966-1998) (overleden in 2001)
- Florence LaRue

### Enkele latere leden
- Danny Beard (1975-1978) (vervanger van Davis)
- Marjorie Barnes (1976-1977) (tweede vervangster van McCoo)
- Phyllis Battle (1988-2001) (achtste vervangster van McCoo)
- Greg Walker (1993-2006) (vijfde vervanger van Davis)
- Willie Williams (vanaf 1998) (vervanger van Townson)

### Huidige bezetting
- Florence LaRue
- Willie Williams (vanaf 1998, vervanger van Townson)
- Leonard Tucker (vanaf 2006, zesde vervanger van Davis)
- Michael Mishaw (vanaf 2006, vervanger van McLemore)
- Patrice Morris (vanaf 2008, vijftiende vervangster van McCoo)

## Discografie

### Singles
| Single met eventuele hitnotering(en) in de Nederlandse Top 40 | Datum van verschijnen | Datum van binnenkomst | Hoogste positie | Aantal weken | Opmerkingen |
| ------------------------------------------------------------- | --------------------- | --------------------- | --------------- | ------------ | ----------- |
| California soul                                               |                       | 25-1-1969             | tip             |              |             |
| Aquarius / Let the sunshine in                                |                       | 10-5-1969             | 12              | 7            |             |

### NPO Radio 2 Top 2000
| Nummer met noteringen in de NPO Radio 2 Top 2000 | '99 | '00 | '01 | '02 | '03 | '04 | '05 | '06 | '07 | '08 | '09 | '10  | '11 | '12  | '13  | '14  | '15  |
| ------------------------------------------------ | --- | --- | --- | --- | --- | --- | --- | --- | --- | --- | --- | ---- | --- | ---- | ---- | ---- | ---- |
| Aquarius/Let the Sunshine In                     | 406 | 507 | 437 | 396 | 512 | 361 | 359 | 484 | 290 | 369 | 429 | 1095 | 452 | 1151 | 1288 | 1430 | 1644 |

1. ↑  Een vetgedrukt getal geeft de hoogste notering aan.
2. ↑  Deze tabel is bijgewerkt tot en met de laatste editie (2024).